# Kasakhi Marzikstadion
Het Kasakhi Marzikstadion is een voetbalstadion in de Armeense stad Asjtarak. In het stadion speelden MIKA Asjtarak en het tweede elftal van  Ararat Jerevan haar thuiswedstrijden. Sinds 2019 is FC Aragast bespeler van het stadion.